# Margrethe Danneskiold-Laurvig
Margrethe Christiane Auguste komtesse Danneskiold-Laurvig, født (18. juli 1694, død 8. juli 1761) var en dansk-norsk adelsdame, der blev rigsgrevinde af Leiningen-Westerburg gennem sit ægteskab med Georg II Carl Ludwig rigsgreve af Leiningen-Westerburg. 